# Pawły (Pieniężno)
Pawły (deutsch Paulen) ist ein Dorf in der polnischen Woiwodschaft Ermland-Masuren. Es gehört zur Stadt- und Landgemeinde Pieniężno (Mehlsack) im Powiat Braniewski (Kreis Braunsberg).

## Geographische Lage
Pawły liegt im Nordwesten der Woiwodschaft Ermland-Masuren, 39 Kilometer südöstlich der Kreisstadt Braniewo (Braunsberg).

## Geschichte
Das Dorf Paulen wurde 1874 als eine Landgemeinde in den neu errichteten Amtsbezirk Plauten (polnisch Pluty) im ostpreußischen Kreis Braunsberg, Regierungsbezirk Königsberg aufgenommen und gehörte ihm bis 1945 an.
260 Einwohner waren im Jahre 1910 in Paulen gemeldet. Ihre Zahl veränderte sich bis 1933 auf 247 und belief sich 1939 auf 227.
Als 1945 in Kriegsfolge das gesamte südliche Ostpreußen an Polen fiel, erhielt Paulen die polnische Namensform „Pawły“. Heute ist das Dorf eine Ortschaft im Verbund der Gmina Pieniężno (Stadt- und Landgemeinde Mehlsack) im Powiat Braniewski (Kreis Braunsberg), von 1975 bis 1998 der Woiwodschaft Elbląg, seither der Woiwodschaft Ermland-Masuren zugehörig. Im Jahre 2021 zählte Pawły 15 Einwohner.

## Religion
Bis 1945 war Paulen in das Kirchspiel der evangelischen Pfarrkirche Mehlsack in der Kirchenprovinz Ostpreußen der Kirche der Altpreußischen Union eingegliedert.
Heute gehört Pawły wie auch schon vor 1945 zur römisch-katholischen Pfarrei Pluty (Plauten) im Dekanat Górowo Iławeckie (Landsberg) im Erzbistum Ermland.

## Verkehr
Pawłly liegt an einer Nebenstraße, die von Wopy (Woppen) nach Stabunity (Stabunken) in der Nachbargemeinde Lidzbark Warmiński (Heilsberg) führt.
Ein Bahnanschluss besteht nicht.